# Bulbul cap-nègre
Brachypodius melanocephalos
Espèce
Répartition géographique
Statut de conservation UICN

 LC  : Préoccupation mineure
Le Bulbul cap-nègre (Brachypodius melanocephalos) est une espèce de passereau de la famille des Pycnonotidae.

## Répartition
Il vit dans les forêts tropicales du sud-est asiatique.

## Description
Il a un plumage essentiellement jaune-olive avec une tête d'un noir bleuâtre brillant. Il existe également une variante grise où la plupart du jaune-olive est remplacé par du gris. Le taxon de l'Andaman qui a la plus grande partie de la tête olive est de plus en plus considéré comme une espèce distincte, le Bulbul des Andaman (P. fuscoflavescens). Il ressemble au Bulbul à tête noire mais il a les yeux bleus (mais point qui n'est pas fiable chez les juvéniles), un embout de queue jaune bien apparent, et n'a jamais de crête (toutefois, certaines sous-espèces de Bulbul cap-nègre n'ont pas non plus de crête mais ils ont la gorge rouge ou jaune).

## Alimentation
Il se nourrit principalement de petits fruits et de baies, mais aussi d'insectes.

## Comportement
Il vit généralement en petits groupes, comprenant 6 à 8 individus.

## Sous-espèces
Cet oiseau est représenté par quatre sous-espèces :
- Pycnonotus atriceps atriceps (Gmelin, 1788) ;
- Pycnonotus atriceps hyperemnus (Oberholser, 1912) ;
- Pycnonotus atriceps baweanus Finsch, 1901 ;
- Pycnonotus atriceps hodiernus (Bangs & Peters, JL, 1927).